# جون بيتر بول
جون بيتر بول (بالنرويجية البوكمول: Johan Peter Bull)‏ هو مخرج نرويجي، ولد في 1883، وتوفي في 1960.